# Грошова реформа Масуд-бека
Грошова реформа Масуд-бека відбулося у 1271—1272 роках за часів правління восьмого хана Чагатайського улусу Негу. Згідно з цією реформою мідні посріблені дирхами старого зразка були вилучені з обігу і замінені на повновагові срібні монети нового зразка.

## Історія

Мапа Чагатайського улусу кінця XIII ст.

У другій половині XIII на початку XIV ст. важливим торговим шляхом із Середньої Азії на Алтай (Казалінський район, Кизилординська область, Казахстан) та Монголію був шлях через Семиріччя.
У 1219 році під час монгольського завоювання Чингісхан захопив Мавераннахр держави Хорезмшахів. У 1227 році, перед своєю смертю, він передав західні землі Центральної Азії своєму другому синові Чаґатаю, який заснував державу, відому під назвою Чагатайський улус.
У 1225 році у Мавераннахрі керування у грошовій справі отримав податковий відкупник Махмуд Ялавача (1225—1238), призначений ханом Уґедеєм. У 1238 році Чаґатай змістив Махмуда передавши керування у відкупі податків синові Махмуда, Масуд-беку (1238-89). Також його було призначено вести грошову справу й у Мавераннахрі.

## Грошова реформа

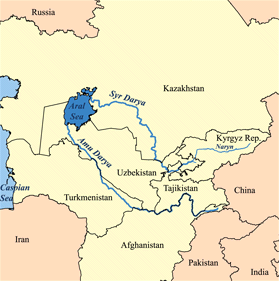
Мапа з позначенням Мавераннахру

У 1271 році важливу роль зіграла грошова реформа, проведена відкупником Мавераннахра Масуд-беком. Почалося регулярне карбування повноцінних срібних монет майже в усіх великих центрах, всюди однакової ваги і проби. Мідні посріблені дирхами старого зразка підлягали забороні та вилучені з обігу. Срібні монети знаходилися в обігу по всій території Чагатайського улусу незалежно від місця карбування. Карбування монет було вільним, тобто будь-яка приватна особа могла викарбувати зі своїх срібних зливків монети за певну плату. Проведена нова реформа стосувалася тільки територій Чагатайського улусу та Мавераннахру.

## Наслідки реформи

Карбування в Дженді (Казахстан). Післяреформений анонімний дирхам. 1270-80 рр.

У 70-80-х роках XIII століття в містах та селах Мавераннахру відчулося певне пожвавлення місцевих мешканців. Завдяки грошовій реформі Масуд-бека почав спостерігатися не тільки економічний розвиток поселень, але й виникнення нових населених пунктів. Так, наприклад, у Ферганській долині при чагатайському хані Дува (1282—1306) було відроджено місто Андижан. Реміснича та торгова справи теж стали значно поліпшуватись. На жаль, дуже мало відомостей про стан землеробства у ті часи. У вакуфі, складеному в 1299 році, записані деякі дані про освоєння і впорядкування кишлаку Хамина, розташованого в 30 км від Бухари. Власник вакфа купив ціле поселення зі всіма угіддями, побудував дві мечеті, кам'яні оселі для ремісників, млин і кілька ткацьких майстерень. Ці факти свідчать про те, що в ті часи створювалися сприятливі умови для часткового відновлення не тільки міського, але і сільського життя.